# Почапы (Любомльская городская община)
Поча́пы (укр. Поча́пи) — село в Любомльской городской общине Ковельского района Волынской области Украины.
До 2020 года входило в Любомльский район.
Код КОАТУУ — 0723384001. Население по переписи 2001 года составляет 458 человек. Почтовый индекс — 44341. Телефонный код — 3377. Занимает площадь 1,69 км².